# Pain (The War on Drugs)
Pain is een nummer van de Amerikaanse indierockband The War on Drugs uit 2017. Het is de vierde single van hun vierde studioalbum A Deeper Understanding.
"Pain" gaat over de pijn die frontman Adam Granduciel voelde tijdens een operatie voor zijn hernia. Naar aanleiding daarvan schreef hij dit nummer. "Ik kon niet zitten om te werken, niet staan om gitaar te spelen. Het idee wat chronische pijn doet met je mentale toestand heb ik in dit nummer verwerkt.", aldus Granduciel.
Het nummer wist enkel de wekelijkse hitlijsten te bereiken in Vlaanderen, waar het de 24e positie bereikte in de Tipparade. Hoewel het nummer in Nederland geen hit werd, kwam het in 2019 wel binnen op de 1335e positie in de NPO Radio 2 Top 2000.

## NPO Radio 2 Top 2000
| Nummer met noteringen in de NPO Radio 2 Top 2000 | '19  | '20  | '21  | '22  | '23  | '24  |
| ------------------------------------------------ | ---- | ---- | ---- | ---- | ---- | ---- |
| Pain                                             | 1335 | 1258 | 1103 | 1122 | 1225 | 1219 |

1. ↑  Een vetgedrukt getal geeft de hoogste notering aan.
2. ↑  2019 was het eerste jaar met een notering voor dit nummer.